# Thüring II. von Hallwyl
Thüring II. von Hallwyl, auch Türing (* um 1380 oder 1391; † 1460 oder 1461), zur Unterscheidung zu seinem gleichnamigen Sohn bisweilen auch als Thüring der Ältere bezeichnet, war ein Ritter aus dem Geschlecht der Herren von Hallwyl. Besondere Bekanntheit erlangte er durch seine Teilnahme als Feldhauptmann der Habsburger ab 1443 im Alten Zürichkrieg (1439–1446).

## Herkunft
Thüring II., der einer Elsässer Familie entstammte, war ein Sohn des in der Schlacht bei Sempach gefallenen Ritters Thüring I. (* um 1346; † 1386) und Katharina von Wolfurt (* um 1360; † um 1413). Offenbar über seine Mutter gelangte er an einigen Eigenbesitz im Elsass. Dort besass er im Sundgau in Thann und ab 1454 mit der Herrschaft Landser im Harthwald in althabsburgischem Gebiet Pfänder. Die habsburgische Niederlage bei Sempach am 9. Juli 1386 bedeutete für die Familie von Hallwyl einen Einschnitt, da gleich drei Familienmitglieder in der Schlacht fielen. Neben Thürings Vater kamen auch sein älterer Bruder Johannes IV. der Bastard von Hallwyl (* 1378/79; † 1386) sowie sein Cousin Johannes V. (gen. Henslin) bei Sempach um. Damit war Thüring nach 1386 der letzte Vertreter des Thüring'schen Familienzweigs. Im Zuge der Appenzellerkriege fielen zudem seine beiden Cousins Konrad 1405, der Sohn seines Onkels Rudolf II. (* vor 1354; † 1348) und Hans, der Sohn seines Onkels Johannes IV. († vor 1384). Seit der Zeit um 1300 führte die Hallwyler den Marschalltitel, so auch Thüring II.; dieses Hofamt war mit einigem Prestige verbunden.
Durch seine 1413 eingegangene Ehe mit Margaretha von Masmünster (Munster) (* um 1390; † 1427) erhielt er weiteren Besitz im Elsass. Der Ehe entstammte sein einziger Sohn Thüring III. (* 1427; † 1469)

## Eroberung des Aargaus
Während den Kampfhandlungen im Zuge der eidgenössischen Eroberung des Aargaus wurde seitens der Hallwyler den Bernern vor allem an zwei Stellen Widerstand entgegengebracht. Sein Cousin Rudolf III. von Hallwyl (* vor 1373; † 1440), zu dieser Zeit der Familienälteste des Geschlechts, verteidigte die Hallwyler Stammburg, Thüring selbst verteidigte 1415 zusammen mit seinem Cousin Walter VI. († 1430) die Burg Wildegg, welche bereits um 1340 an die Familie Hallwyl gelangt war, erfolgreich gegen die Berner und fügte ihnen damit die einzige Niederlage deren Feldzugs im Gefecht vor der Burg zu: «Also luffen etlich knecht von hertzogenbuchsi hinzu, und wollten die müli berouben. Do kamen die von hanwil mit den iren an si, und erstachen fünf knecht». Thüring soll bei dem Kampf angeblich verwundet worden sein, was allerdings nicht sicher belegt ist. Die Wildegg blieb trotz – oder gerade wegen – der entschlossenen Verteidigung in der Folge verschont, doch wurde die Hallwyler Burg erobert und teilweise zerstört, die Alt– sowie auch die Neu–Wartburg niedergebrannt.
Die meisten Mitglieder der Familie von Hallwyl suchten sich daraufhin mit den neuen Herren zu arrangieren. Am 1. August 1415 schloss Rudolf III. als stammesältester der Familie für die Herrschaft Hallwyl – auch im Namen seines Vetters Walter, seines Neffen Walter VI. von Hallwyl sowie den minderjährigen Söhnen seines 1405 verstorbenen jüngeren Bruders Konrad der Ältere (Konrad der Jüngere († ca. 1475) und Kudolf († 1473)) – mit Bern und Solothurn ein Burgrechtsvertrag ab. Walter VI. unterschrieb das Burgrecht für die Wildegg. Darin verpflichteten sich die Hallwyler, die beiden Burgen für die Berner offenzuhalten. Vom 8. August datiert ein Dokument, welches die Berner dagegen zur Rückgabe der zuvor unter Eid genommenen Eigenleute der Hallwyler verpflichtete, am 9. August folgte ein entsprechender Vertrag mit Solothurn, welcher in der Folge von den Hallwylern allerdings bald wieder aufgegeben wurde. Damit wurde Rudolf mitsamt den minderjährigen Söhnen seines verstorbenen Bruders sowie Walter VI. Bürger von Bern und Solothurn, dafür konnten die Hallwyler aber ihre Gerichtsrechte in ihren Stammlanden behalten. Nach 1415 hatten die Hallwyler allerdings Mühe, ihren Besitz ausserhalb des bernischen Aargaus zu behaupten. Andere Rechte, wie etwa in Fahrwangen, wurden von Luzern bestritten, weitere Rechte insbesondere in den neu als Gemeine Herrschaft von den 7 Alten Orten (ohne Bern) verwalteten Freien Ämtern gingen in der Folge verloren. Auch spielten Streitigkeiten um die den Hallwylern gehörenden Fischereirechte im Hallwilersee eine Rolle.
Thüring II. von Hallwyl liess sich dagegen nicht auf einen Burgrechtsvertrag ein, er ging mit den Bernern lediglich eine Rechtung ein. Er behielt seine Anteile am Familienbesitz im nunmehr eidgenössischen Aargau, doch blieb er zeitlebens mit letzteren auf Distanz. Er hatte zu dieser Zeit kein habsburgisches Amt inne, verliess den Aargau und wanderte ins Elsass aus, wo er sich in der Folgezeit aufhielt und als Gefolgsmann der Habsburger im Elsass und als Kriegsunternehmer Karriere machte. Der im Elsass begüterte Thüring'sche Familienzweig vermied eine Bindung an Bern und zog auch Nachkommen des Rudolf'schen Zweigs auf diese Seite.

## 1415–1442
Der Habsburger Herzog Albrecht V. (* 1397; † 1439), später als König des Reichs Albrecht II., übernahm nach einem Übereinkommen mit Kaiser Sigismund in Preßburg am 28. September 1421 die oberste Führung der königlichen Truppen gegen die Hussiten. Thüring II. nahm 1422/23 als Hauptmann einer Söldnertruppe in Iglau im Zuge der Hussitenkriege im Königreich Böhmen teil. Nach seiner Rückkehr betätigte er sich im Sundgau im Dienst für Katharina von Burgund (* 1378; † 1425), der Witwe des Habsburgers Leopold IV. (* 1371; † 1411).
Zweimal war er bischöflich-strassburgischer Vogt zu Rouffach im mittleren Elsass, und zwar zwischen 1432 und 1435 (unter Bischof Wilhelm II. von Diest) sowie nochmals 1440 bis 1441 (unter Bischof Ruprecht von Pfalz-Simmern). 1435 war er oberster Amtmann von Friedrich III. von Zollern, dem Bischof von Konstanz.
1436 kaufte er die Herrschaft Blumenegg bei Bonndorf und nannte sich Herr zu Bonndorf. Zwischen 1433 und 1437 veräusserte er dagegen seinen gesamten Besitz südlich des Rheins. 1437 verkaufte er seinen Anteil am Schloss Hallwyl an seine Verwandten im Aargau, die Herrschaft Wildegg ging an Petermann von Greifensee, der als berntreu galt und dem bereits die Habsburger Stammburg gehörte. 1457 verkaufte letzterer die Lehenshoheit der Herrschaft Wildegg an die Stadt Bern.

## Alter Zürichkrieg
Ende der 1430er wurde Thüring von Hallwil zum engsten Mitarbeiter von Landvogt Markgraf Wilhelm von Hachberg (* 1406; † 1482) der ab 1442 die Führung der Habsburger im Zuge des bevorstehenden Konfliktes in Abwesenheit der Herzöge innehatte. Dieser sandte seinen Vertrauten Thüring im Sommer 1442 nach Zürich, um die Verhandlungen der Stadt mit König Friedrich III. zu Ende zu bringen. Thüring war mit dem Zürcher Stadtschreiber Michael Stebler (genannt Graf) († 1443) befreundet und genoss auch sonst Ansehen bei dem Zürcher Patriziat. Das Bündnis Zürichs mit dem König wurde am 17. Juni 1442 verbrieft.
Ende 1442 wurde Thüring von Friedrich III. – auf Empfehlung des Markgrafen und auf Wunsch Zürichs – und auf Kosten des Königs zum Hauptmann der zürcherisch-habsburgischen Truppen ernannt und nach Zürich geschickt, dem die Stadt am 25. Januar 1443 Gehorsam schwor. In der Folgezeit wurde Thüring neben dem Markgrafen zum ersten Ansprechpartner zwischen Zürich und den Eidgenossen.
Der Kriegszug von 1443 verlief sich für die zürcherisch-österreichische Seite äusserst schwierig. Zweimal versuchte Thüring vergeblich, sich des Städtchens Bremgarten zu bemächtigen. Am 21. Mai mussten sich die Kontingente von Rapperswil nach der verlorenen Schlacht bei Freienbach in diese Stadt zurückziehen, worauf Landleute aus der Seegegend entgegen den Befehlen Thürings von Hallwyl die Letzi bei Horgen besetzten. Die Klingenberger Chronik schreibt dazu: «Diss was och ganz wider den von Hallwil, der der von Zürich Hoptmann was».
 Von der Zürcher Hauptmacht am Albis schickte Thüring nur wenige Verstärkungen dorthin, da er seine eigenen verfügbaren Truppen bereits dem Heer des Zürcher Bürgermeisters Rudolf Stüssi mitgegeben hatte; dieser sondierte im unentschiedenen Gefecht bei Blickensdorf inzwischen die Frontlage und kehrte in Erwartung eines dortigen Angriffs zum Albis zurück, so dass die Letzi bei Horgen zu schwach besetzt blieb. Die dortige Verteidigung wurde nach der Schlacht am Hirzel überrannt. Ein ursprünglich geplanter Entsatzangriff durch Thüring II. scheiterte an der Disziplinlosigkeit einiger Truppenteile, so dass letztlich ein allgemeiner Rückzug Richtung Zürich einsetzte. Auch in der darauf folgenden Schlacht bei St. Jakob an der Sihl war offenbar das Nichtbefolgen der Befehle Thürings II. von Hallwyl für die zürcherisch-österreichische Niederlage in erster Linie verantwortlich. Die Zürcher Landschaft lag nun ungeschützt da und wurde von den Gegner in der Folge verheert. Daraufhin scheint sich Thürings Einfluss als Hauptmann durch seine unglückliche Rolle im bisherigen Kriegsgeschehen vermindert zu haben, so dass die Entscheidungsgewalt im Feld zunehmend an Wilhelm von Hachberg und vor allem an den rastlosen Fehdeunternehmer Hans von Rechberg überging. Im Kriegsjahr 1444 scheint er in der «Brugger Mordnacht» Ende Juli sowie in den Besprechungen mit dem französischen König Karl VII. über das Aufgebot der Armagnaken, die zu der Schlacht bei St. Jakob an der Birs Ende August führte, dennoch eine Rolle gespielt zu haben. Er war es auch, der dem König und dem Markgrafen von Hachberg von Säckingen aus über den Verlauf und Ergebnis der Schlacht Bericht erstattete. 1445 wurde er mitsamt seinem Sohn und einer Anzahl anderer Adeligen von der Stadt Basel aufgrund ihrer den Eidgenossen feindlichen Gesinnung vom Wohnrecht in der Stadt auf immer ausgeschlossen.

## Späteres Leben
1448 verkaufte er zusammen mit seinem Sohn die Herrschaft Blumenegg an die Abteien Reichenau und St. Blasien, die Herrschaft Landser wurde von Thüring II. an Walter VII. von Hallwyl (* vor 1450; † 1513) übergeben, den Bruder von Hans von Hallwyl, des Helden von Murten; danach verschwindet sein Name weitgehend aus den Quellen. Anfang 1458 wurde er von Herzog Siegmund von Österreich-Tirol als bester Kenner der Situation in den Vorlanden nach Innsbruck beordert. 1460 soll er noch mit seinem Sohn in Winterthur zur Besatzung gehört haben. Gemäss einem alten Donatorenverzeichnis des Klosters Kappel (Kanton Zürich) starb er 1460 nach einem rastlosen und kriegerischen Leben im Alter von etwa 80 Jahren. Zu einer Annäherung der Hallwyler an die Eidgenossenschaft kam es erst mit der Verpfändung der habsburgischen Vorlande an das Herzogtum Burgund im Vertrag von St. Omer am 9. Mai 1469 und durch den Burgrechtsvertrag von Walter VII. mit Bern und Solothurn 1470.

## Genealogie

### Vorfahren
|  |                                                   |  |  |  |  |  |  |  |  |  |  |  |  |
|  | Walter IV. von Hallwyl (* vor 1256; † 1297/1306)  |  |  |  |  |  |  |  |  |  |  |  |  |
|  |                                                   |  |  |  |  |  |  |  |  |  |  |  |  |
|  |                                                   |  |  |  |  |  |  |  |  |  |  |  |  |
|  | Johannes I. von Hallwyl (* vor 1302; † 1348)      |  |  |  |  |  |  |  |  |  |  |  |  |
|  |                                                   |  |  |  |  |  |  |  |  |  |  |  |  |
|  |                                                   |  |  |  |  |  |  |  |  |  |  |  |  |
|  | Verena von Hünenberg (* vor 1285; † ?)            |  |  |  |  |  |  |  |  |  |  |  |  |
|  |                                                   |  |  |  |  |  |  |  |  |  |  |  |  |
|  |                                                   |  |  |  |  |  |  |  |  |  |  |  |  |
|  | Thüring I. von Hallwyl (* um 1346; † 1386)        |  |  |  |  |  |  |  |  |  |  |  |  |
|  |                                                   |  |  |  |  |  |  |  |  |  |  |  |  |
|  |                                                   |  |  |  |  |  |  |  |  |  |  |  |  |
|  | Johann von Kilchen (* vor 1291; † nach 1311)      |  |  |  |  |  |  |  |  |  |  |  |  |
|  |                                                   |  |  |  |  |  |  |  |  |  |  |  |  |
|  |                                                   |  |  |  |  |  |  |  |  |  |  |  |  |
|  | Verena von Kilchen (* vor 1311; † 1344)           |  |  |  |  |  |  |  |  |  |  |  |  |
|  |                                                   |  |  |  |  |  |  |  |  |  |  |  |  |
|  |                                                   |  |  |  |  |  |  |  |  |  |  |  |  |
|  | Agnes von Ifental (* vor 1309; † nach 1338)       |  |  |  |  |  |  |  |  |  |  |  |  |
|  |                                                   |  |  |  |  |  |  |  |  |  |  |  |  |
|  |                                                   |  |  |  |  |  |  |  |  |  |  |  |  |
|  | Thüring II. von Hallwyl (* um 1380/91; † 1460/61) |  |  |  |  |  |  |  |  |  |  |  |  |
|  |                                                   |  |  |  |  |  |  |  |  |  |  |  |  |
|  |                                                   |  |  |  |  |  |  |  |  |  |  |  |  |
|  | unbekannt                                         |  |  |  |  |  |  |  |  |  |  |  |  |
|  |                                                   |  |  |  |  |  |  |  |  |  |  |  |  |
|  |                                                   |  |  |  |  |  |  |  |  |  |  |  |  |
|  | unbekannt                                         |  |  |  |  |  |  |  |  |  |  |  |  |
|  |                                                   |  |  |  |  |  |  |  |  |  |  |  |  |
|  |                                                   |  |  |  |  |  |  |  |  |  |  |  |  |
|  | unbekannt                                         |  |  |  |  |  |  |  |  |  |  |  |  |
|  |                                                   |  |  |  |  |  |  |  |  |  |  |  |  |
|  |                                                   |  |  |  |  |  |  |  |  |  |  |  |  |
|  | Katharina von Wolfurt (* um 1360/1381; † um 1413) |  |  |  |  |  |  |  |  |  |  |  |  |
|  |                                                   |  |  |  |  |  |  |  |  |  |  |  |  |
|  |                                                   |  |  |  |  |  |  |  |  |  |  |  |  |
|  | unbekannt                                         |  |  |  |  |  |  |  |  |  |  |  |  |
|  |                                                   |  |  |  |  |  |  |  |  |  |  |  |  |
|  |                                                   |  |  |  |  |  |  |  |  |  |  |  |  |
|  | unbekannt                                         |  |  |  |  |  |  |  |  |  |  |  |  |
|  |                                                   |  |  |  |  |  |  |  |  |  |  |  |  |
|  |                                                   |  |  |  |  |  |  |  |  |  |  |  |  |
|  | unbekannt                                         |  |  |  |  |  |  |  |  |  |  |  |  |
|  |                                                   |  |  |  |  |  |  |  |  |  |  |  |  |
|  |                                                   |  |  |  |  |  |  |  |  |  |  |  |  |

### Nachkommen
1. ⚭ 1413 Margaretha von Masmünster (Munster) (* um 1390; † 1427)
  1. Thüring III. (* 1427; † 1469) ⚭ Dorothea von Rathsamhausen zum Stein (* 1447–1462; † 1467)